# Henk Rogers
Henk Rogers, né le 24 décembre 1953 à Amsterdam, est un développeur de jeux vidéo et entrepreneur. Il est connu pour avoir produit le premier RPG japonais, The Black Onyx, ainsi que pour avoir récupéré les droits de Tetris pour Nintendo, à la fin des années 1980. Il a par la suite fondé The Tetris Company, avec Alekseï Pajitnov en 1996, une fois que ce dernier a récupéré la licence Tetris.

## Biographie
Henk Rogers nait aux Pays-Bas, de parents hollando-indonésien. Il y vit les onze premières années de sa vie. Après le divorce de ses parents, sa mère se remarie et ils déménagent à New York. Après ses années de lycée, sa famille déménage de nouveau au Japon, tandis que lui reste pour poursuivre ses études à l'université de Hawaii. Il étudie alors l'informatique et s'intéresse aux jeux de rôles. Il rencontre une fille qu'il suivra au Japon et où il s'installe pendant dix-huit ans.
Arrivé au Japon, il travaille les six premières années dans l'entreprise de son père. Après l'émergence des ordinateurs personnels en 1982, il décide de se lancer dans le marché des jeux sur ordinateurs l'année suivante. Il développe alors le tout premier jeu vidéo de rôle : The Black Onyx.
En 1986, il publie Kyuroban Igo (en) sur NES au Japon. Il continue de travailler avec Nintendo, en publiant ensuite Super Black Onyx où il travaille avec Roger Dean. Les deux hommes travailleront plusieurs fois ensemble, notamment pour The Tetris Company. 
En 1988, Rogers découvre Tetris au CES de Las Vegas. Nintendo l'engage pour obtenir les droits du jeu pour sa future console, la Game Boy. Rogers fera face à plusieurs obstacles : les droits du jeu étaient à cette époque détenus par le gouvernement russe, mais plusieurs sociétés les revendiquaient également, à la suite d'un contrat avec Robert Stein, qui pensait lui-même avoir un accord avec les Soviétiques. Rogers obtient finalement les droits pour Nintendo et le jeu devient un succès planétaire, avec des millions d'exemplaires.
En 1996, Alekseï Pajitnov récupère les droits de Tetris, sa création, et fonde The Tetris Company avec Rogers, à Hawaii. Il fonde également Blue Planet Software, une société qui détient 50 % des parts de The Tetris Company et qui gère les droits du jeu.

## Filmographie
Il est interprété par Taron Egerton dans le film Tetris, réalisé par Jon S. Baird et sorti en mars 2023. Le film relate son travail pour obtenir la licence du jeu éponyme et l'amitié qu'il forge avec Alexey Pajitnov.